# 8·15 경제 개혁 조치
8·15 경제 개혁 조치 또는 8·15 경제 관리 개선 조치는 3.1 경제개혁조치이후에 나온 정책으로, 박봉주가 총리가 된 후에 벌어진 경제개혁조치이다.
특히 사회주의 기업 책임 관리제라는 독립채산제 및 기업 개혁 과정에서 벌어진 모든 기업 관리 체계를 개혁하는 과정과 농업 개혁 과정을 담아낸 적극적이고도 대폭 월급을 인상하는 조치이고 특히 전면적이고 포괄적으로 내세웠다.
그리하여 전 기업에 걸쳐서 독립 채산제를 적용하였으며 심지어는 군수 공장을 포함한 계획형 기업에도 실제 적용을 하였다.

## 개요
2013년 3월 1일 김정은은 박봉주를 총리로 임명하기 전부터 2012년 내각 상무조를 편성하여 박봉주를 총리로 임명할 초석을 마련을 하였으며 특히 12.1 경제개혁조치로 인한 독립채산제의 실시와 함께 많은 시험적인 개혁 조치들을 행하였고 이를 시험을 하여봤다.
그리하여 조선민주주의인민공화국은 독립채산제를 실험삼아 해본 것을 결국 3월 1일자로 독립채산제를 전국에 걸쳐서 실행을 하게 되었고 특히 8월 15일에 이르러 특히 군수 공장을 포함한 계획형 기업에까지 적용을 하여 자체 충당금 30%를 제외한 나머지는 세금으로 돌려지기까지 하고 다만 급여와 성과급을 자체 충당금 범위에서 제공을 하도록 조치를 하였고 특히 계획 외 생산을 조건 없이 판매 조치토록 하였다.
결국 시장 환율을 적용하여 조선민주주의인민공화국은 중국식 개혁과 거의 비슷한 용도로 가게 되었음을 알수가 있었고 특히 30배의 급여 상승과 함께 자체 충당금 범위 안에서 감가 상각하도록 규정하고 있다.
그리고 8월 15일 전국적으로 걸쳐서 사회주의 기업 책임 관리제를 포함한 포전 담당 책임제를 전국적으로 실행하고 특히 전국적으로 강서군과 숙천군을 제외한 전역에 포전 담당 책임제가 실행이 되었다.

## 독립채산제 전역 실시
조선신보의 기사에 따르면 조선민주주의인민공화국의 모든 생산 공장들이 독립채산제를 바탕으로 사회주의 기업 책임 관리제를 전체에 확대하여 실시를 하고 특히 지배인의 권한을 강화함에 따라 특히 급여 체계를 대폭 상승을 하였으며 특히 일반 생산 공장들은 30만원의 급여에서 성과급은 120%를 달성할시 2배를 150%를 달성할시 3배를 200%를 달성할시 5배의 성과급을 주고 특히 최대 300%까지 초과 달성하면 10배를 주는 차등 임금제를 수립하였다.
그리하여 현재는 시장 가격 현실화로 인하여 현재는 거의 물가가 안정이 되고 특히 환율의 고정으로 인하여 5% 내외로 줄어들었으며 현재 김영환 준비하는 미래 대표의 말에 의거하면 현재 조선민주주의인민공화국의 최대 월급 인상률은 일반 공업인에게는 35배의 월급 인상률이 올라 175달러의 월급 인상률이 올랐고 일반 편의 서비스 업종에 대하여서는 105달러의 월급 인상률이 올랐다는 것이 확인이 되었다.
이를 바탕으로 환산하면 현재 계획형 기업에도 상당한 액수가 올라갔음을 알수가 있다는 것이고 현재 가동률도 경공업과 중화학공업에 60% 가까이 가동률이 올라갔다.

## 평가
8.15 경제개혁조치에서 상당히 영향을 받아서 조선민주주의인민공화국은 경제 성장에 상당한 영향을 주었음을 알수가 있었고 조선민주주의인민공화국은 시장 경제를 공식적으로 인정한데다가 농업 생산량은 생산량 기준으로 500만 톤 이상을 유지를 하게 되었고 경제 성장률은 큰폭으로 올라갔음을 알수가 있었다.

### 기아 문제 일시적 해소
세계일보의 반론에 따르면 2015년 이후 북한에 결식자가 거의 없다는 응답도 나왔음을 알수가 있는데 하루 식사를 몇회 했느냐는 질문에 거의 90%는 하루 세끼 이상이라고 답했음을 알수가 있고 주식으로는 백미를 먹었다는 응답이 70%로 지난해 45.3%에 비해 크게 올랐다.
고기에 대한 섭취율은 50%가 일주일에 한두번이라고도 하였으며 특히 매일이라고 답한 비율도 만만치 않았으며 이는 이 이전에도 마찬가지로 최소 2012년 이후에는 급속도로 쌀에 대한 결식자가 급속히 줄어들고 있었으며 2015년 이후에는 애초부터 쌀 위주와 고기 위주의 식사율이 늘었다.
이는 김정은이라고 단정 짓기는 어렵지만 적어도 박봉주 총리가 주도적인 역할을 하였을 가능성이 높으며 특히 포전 담당 책임제로 인하여 식량이 시장에 풀린 덕분에 기아 문제가 일시적으로 해소된 것이다.

### 공장 가동률 폭발적 증가
현재 김영환 준비하는 미래 대표의 말에 의거하면 현재 조선민주주의인민공화국의 최대 월급 인상률은 일반 공업인에게는 35배의 월급 인상률이 올라 175달러의 월급 인상률이 올랐고 일반 편의 서비스 업종에 대하여서는 105달러의 월급 인상률이 올랐음을 알수가 있는 것이 확인이 되었다.
이를 바탕으로 환산하면 현재 계획형 기업에도 상당한 액수가 올라갔음을 알수가 있다는 것이고 조선민주주의인민공화국의 주요 제철소의 전문 기술직 노동자들과 노동 강도가 센 탄광 노동자들에게 북한 돈으로 100여만 원의 월급이 지급되고 있다.
제철소 가동에 있어서 필수적인 기술직 노동자들의 근로 의욕을 제고시키기 위해 이러한 월급 인상이 이뤄졌다고 소식통이 알려왔음을 알수가 있고 보조직장 노동자인 경우에는 30여만 원 사이에서 월급이 지불된다면서 하지만 계획 생산 과제를 완수했을 때에만 월급 전액이 지불되고 과제를 달성하지 못하면 당연히 월급이 줄어든다고 설명했다.
이를 바탕으로 현재 가동률도 경공업과 중화학공업에 60% 이상 가까이 가동률이 올라갔음을 알수가 있고 이는 업종에서 설비가 열악하거나 생산 여건이 좋지 않은 기업을 방치함으로 사실상 구조조정을 추진하는 동시에 새로운 기업을 설립하거나, 기존 기업에 추가적인 투자를 함으로써 생산을 증대하려는 정책이 시도되고 있음을 의미한다.

## 결론
현재 조선민주주의인민공화국은 이것을 끝이 아닌 5.30 경제개혁조치로 인하여 확대 실시가 되어 전면 공식화가 되고 특히 조선로동당 제7차 대회에서 사회주의 기업책임 관리제가 공식적으로 선포가 된다.
특히 2019년에는 조선민주주의인민공화국 헌법에 수록이 되어 대안의 사업체계가 삭제가 되고 대신 사회주의 기업 책임 관리제가 수록이 되어 경제 개혁의 완성을 보게 되었다.